# Timothy Harris
Pour les articles homonymes, voir Harris.
Timothy Harris, né le 6 décembre 1964, à Tabernacle (Saint-Christophe-et-Niévès), est un homme politique christophien. 
Il occupe plusieurs ministères avant d'être Premier ministre de 2015 à 2022.

## Biographie
Diplômé de l'université des Indes occidentales, Timothy Harris est ministre des Affaires étrangères de Saint-Christophe-et-Niévès entre 2001 et 2013. Membre du Parti travailliste, il quitte celui-ci en 2013 pour fonder le Parti travailliste du peuple. Deux ans plus tard, il remporte les élections législatives du 16 février 2015 et succède à Denzil Douglas comme Premier ministre. Il est réélu lors des élections du 5 juin 2020.